# 林鵾翔
林鵾翔（1871年—1940年1月16日），字鐵畊，又作鐵耕，更字鐵尊，號無垢、半櫻，浙江湖州府歸安縣人，清末民初政治人物、詞人。

## 生平
中华民国成立后，民国十年（1921年），林鵾翔任甌海道道尹。他是词学大家，还组织甌社，与温州诗人梅冷生、夏承焘等人唱和，还刊有《甌社诗钞》、《甌社词钞》等。
1940年1月16日，林鵾翔逝世。

## 著作
- 半櫻詞
- 半櫻詞續